# Fietsventiel

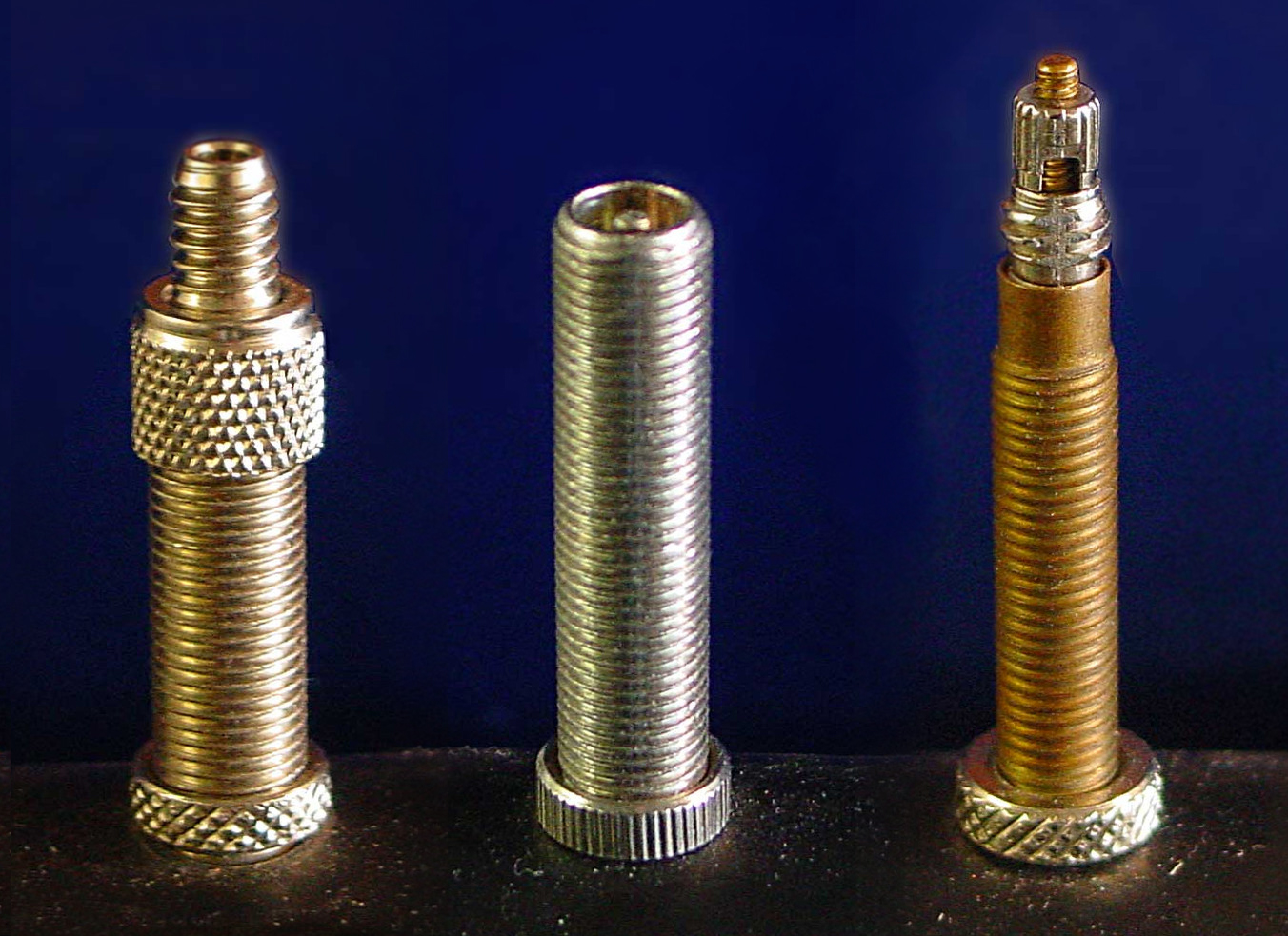
Van links naar rechts: Dunlop-Blitz, Schrader, Presta

Een fietsventiel is een ventiel dat wordt gebruikt om de luchtband van een fiets met lucht op te pompen en op spanning te houden. Het wordt - minder gebruikelijk - wel terugslagventiel genoemd daar die naam nauwkeuriger het werkingsprincipe aangeeft. In het algemeen komt de techniek overeen met die van een terugslagventiel.
Waar een binnenband wordt gebruikt, is het ventiel een geheel met de binnenband (maar een Dunlopventiel is wel demontabel). Waar tubeless banden worden gebruikt wordt het ventiel bevestigd aan de velg.
Een ventieldopje wordt gebruikt om vuil buiten te houden. Het dopje is niet nodig om de band op spanning te houden.

## Soorten fietsventiel
Er bestaan verschillende soorten ventielen. Officieus worden de plaatselijk gebruikelijke ventielen vaak naar het eigen land genoemd, wat begrijpelijk is als men ziet dat in het buitenland andere ventielen gebruikelijk zijn dan men thuis gewend is.

### Dunlop-Blitz
Benamingen: Hollands, Nederlands, Engels, Woods.
Blitz is uitwisselbaar met Dunlop, uiterlijk is er na montage geen verschil. De benamingen worden dan ook door elkaar gebruikt. Wie een band koopt met een Dunlopventiel, zal zonder meer een band krijgen met Blitzventiel. Het is niet duidelijk of een benaming als 'Hollands ventiel' alleen duidt op een Dunlopventiel of voor beide ventielen kan worden gebruikt.

#### Dunlop
Op Nederlandse fietsen was vanouds het 'Dunlopventiel' gebruikelijk. 
Het ventiel bestaat uit een stalen buisje dat aan het uiteinde is afgesloten, maar dat aan de zijkant een opening heeft. Over het buisje heen is een stuk ventielslang geschoven. Dit is gemaakt van zeer elastisch materiaal en zit dan ook strak om het buisje. De lucht wordt met een fietspomp in het buisje gepompt, waarbij de luchtdruk de ventielslang opzij drukt en de lucht tussen het buisje en de ventielslang de band in stroomt. De ventielslang dient ook voor de afdichting tussen het eigenlijke ventiel en de aan de band bevestigde huls.

#### Blitz

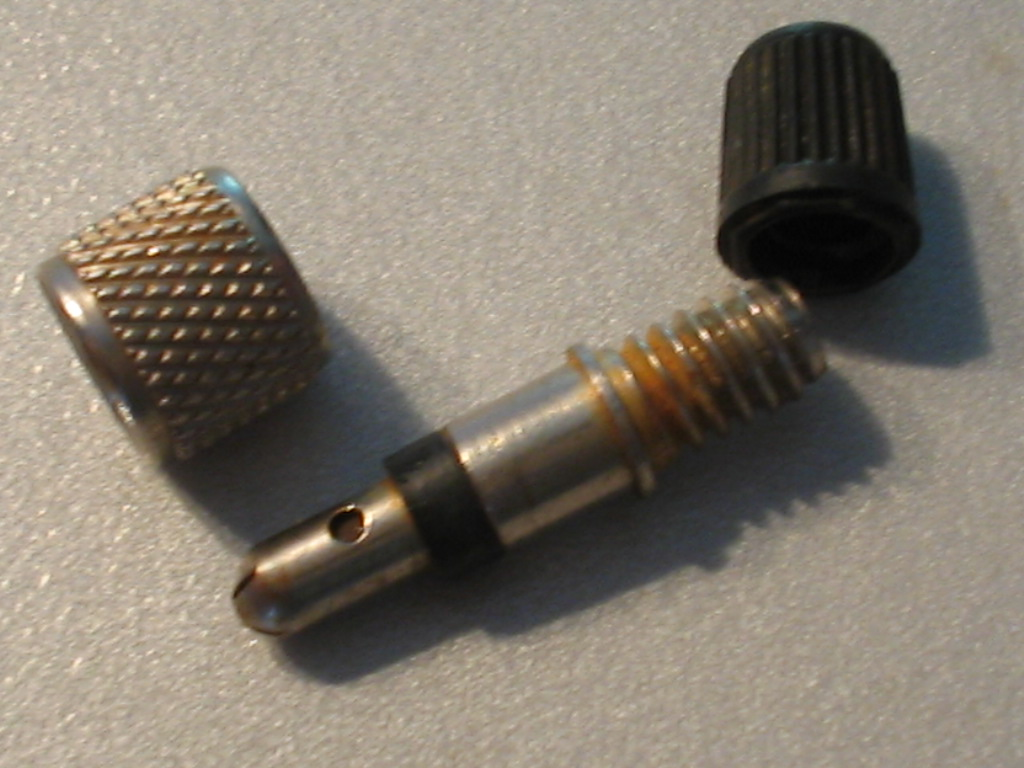
Blitz

Het Dunlopventiel wordt thans nog weinig gebruikt. Het moderne Blitzventiel past in dezelfde binnenband en velg als een Dunlopventiel. Het heeft een klein balletje dat tijdens het oppompen door de luchtdruk naar beneden gedrukt wordt, waardoor de opening vrijkomt. Bij gebruik schiet door de overdruk vanuit de band het balletje omhoog, waar het de luchtopening dichthoudt.
Voor het oppompen van een binnenband met een Blitzventiel is minder druk nodig dan bij een Dunlopventiel. Het is mogelijk met de mond door een Blitzventiel te blazen, wat bij een Dunlopventiel niet lukt. 
Het Dunlop- en Blitzventiel kan gedemonteerd worden. Aan de binnenband is een metalen kokertje bevestigd en daarop wordt met een moer het eigenlijke ventiel gemonteerd. Die moer past niet door het gat in de velg en moet dus verwijderd worden voordat men de binnenband van de velg haalt. Het lossen van die moer is trouwens de enige manier om de band te laten leeglopen. Andere soorten fietsventielen zijn niet demontabel.

#### Schwalbe Blitz
Nadeel van het traditionele Dunlopventiel en zijn opvolger, het Blitzventiel, is dat er geen mogelijkheid bestaat om de druk in de binnenband te meten. Fabrikant Schwalbe rust daarom zijn Blitzventielen met een extra pennetje uit, waarmee het balletje in het ventiel handmatig, bijvoorbeeld met behulp van een daartoe aangepaste manometer, naar beneden geduwd kan worden. Op die manier kan de druk in de band gemeten worden.

### Presta

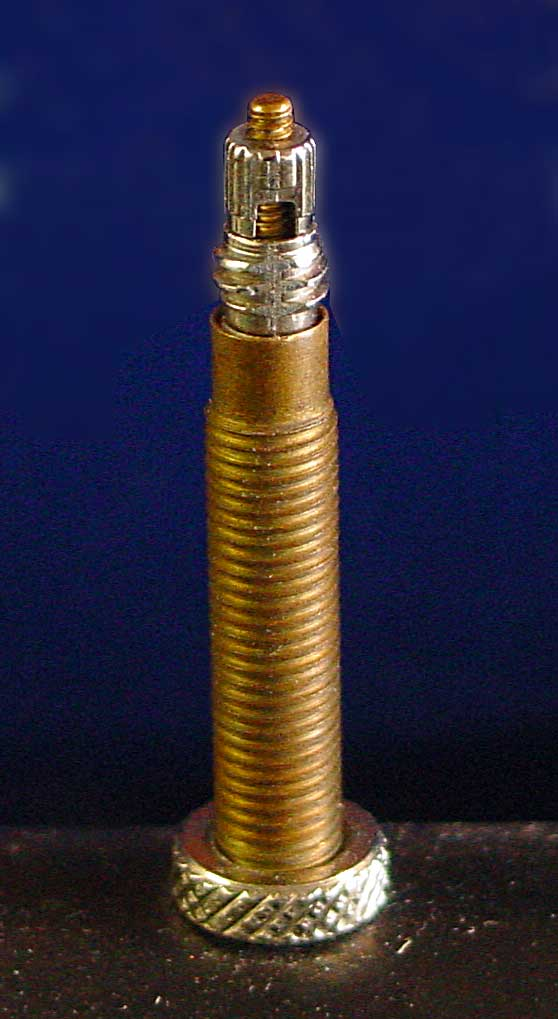
Presta

Benamingen: Presta, Sclaverand, Frans (ook in NL), Belgisch (in B), raceventiel.
Voor racefietsen wordt meestal het Prestaventiel gebruikt. Dit ventiel heeft een mogelijkheid het terugslagmechanisme te blokkeren. Daarom moet voor het oppompen altijd eerst een moertje een slag losgedraaid worden. Bij gebruik van een Nederlandse fietspomp (met knijper) is voor dit type ventiel een verloopnippel nodig, maar veel andere pompen passen probleemloos op alle ventielen (behalve Schrader).
Het voordeel van het gebruik van een Prestaventiel ten opzichte van de andere fietsventielen is een sterkere velg doordat het gat in de velg voor het Prestaventiel een 2 mm kleinere diameter heeft (6,5 mm). Daarom wordt dit ventiel toegepast op smalle velgen; racefietsen zijn normaliter voorzien van een Prestaventiel. Door de kleinere diameter past het Prestaventiel in een velg die bestemd is voor de andere fietsventielen, maar dat is niet aan te bevelen, want het ventiel of de binnenband kan door het grotere gat in de velg beschadigd raken.

### Schrader
Benamingen: Schrader, autoventiel, bromfietsventiel, Amerikaans ventiel.
Sommige fietsen, met name mountainbikes, zijn uitgerust met het Schraderventiel, dat ook bij auto's, bromfietsen en rolstoelen gebruikelijk is. 
Dit ventiel is een relatief brede cilinder met in het midden een pennetje. Door dit pennetje in te drukken is het ventiel te openen, zo kan men de band laten leeglopen. In een pomp voor dit type ventiel (of in de verloopnippel) bevindt zich een staafje om het pennetje tijdens het oppompen in te drukken.
Een Nederlandse fietspomp (met knijper) past niet op dit ventiel, maar er zijn verloopnippels verkrijgbaar. Dit ventiel heeft het voordeel dat men overal ter wereld de banden kan oppompen in een tankstation of autogarage.

## Afbeeldingen

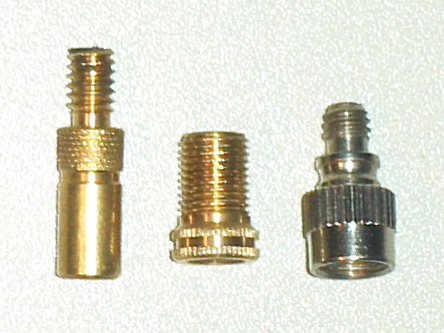
Verschillende verloopnippels, v.l.n.r. Prestaventiel naar Dunlop/Blitzpomp, Presta/Dunlop/Blitzventiel naar Schraderpomp, Schraderventiel naar Dunlop/Blitzpomp
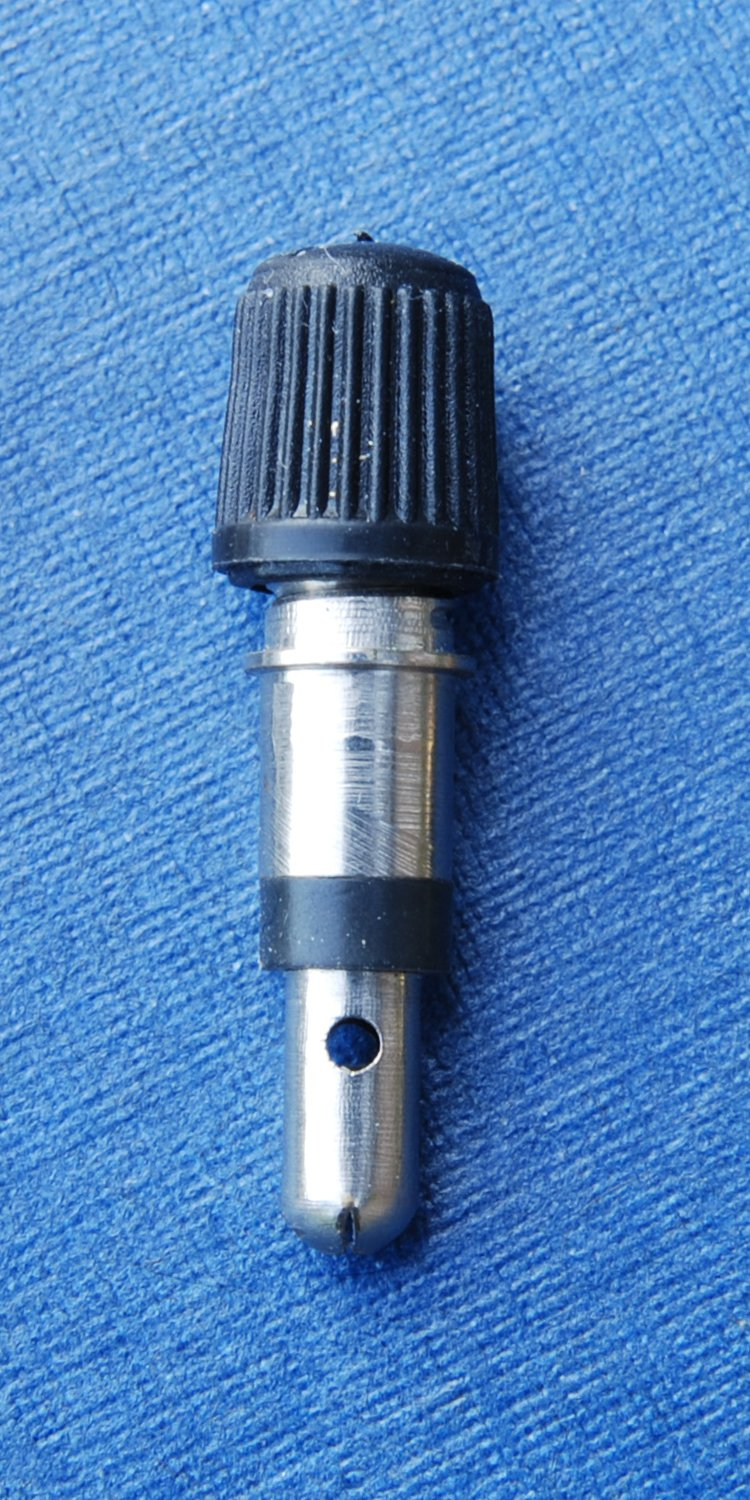
Blitzventiel
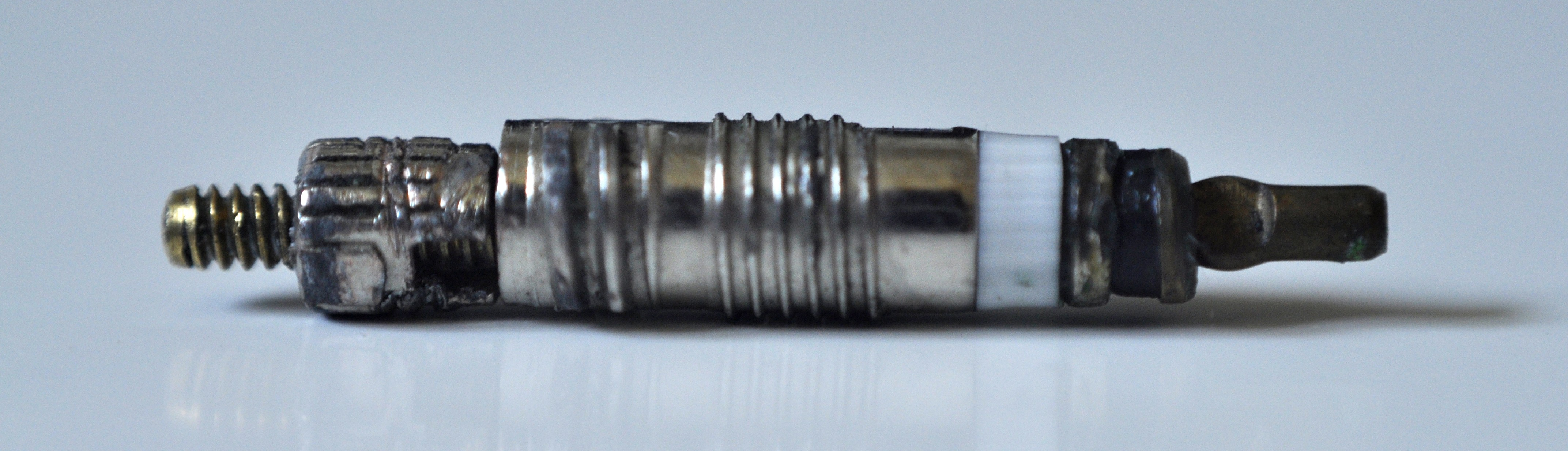
Sclaverandventiel
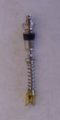
Autoventiel lang
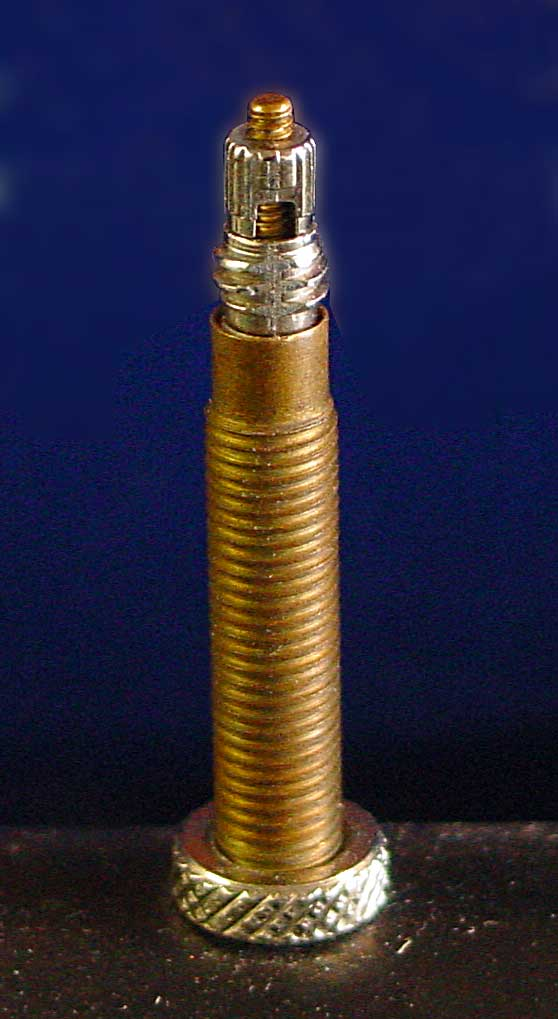
Sclaverandventiel
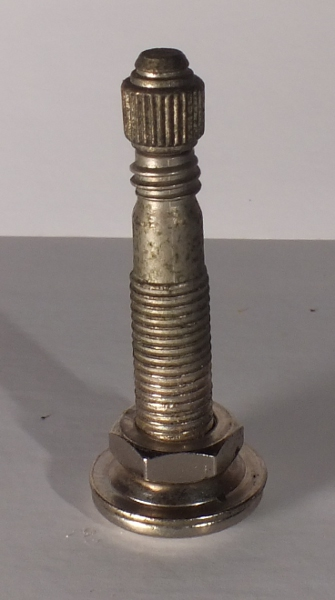
Reginaventiel met dop
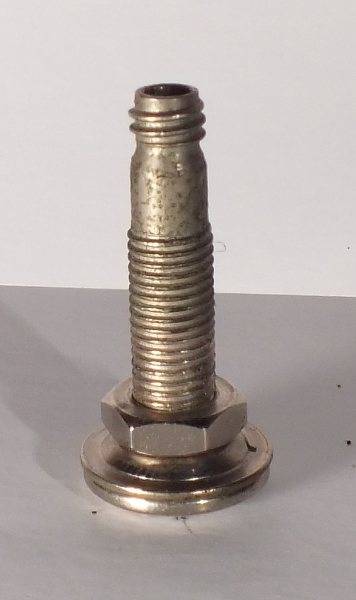
Reginaventiel
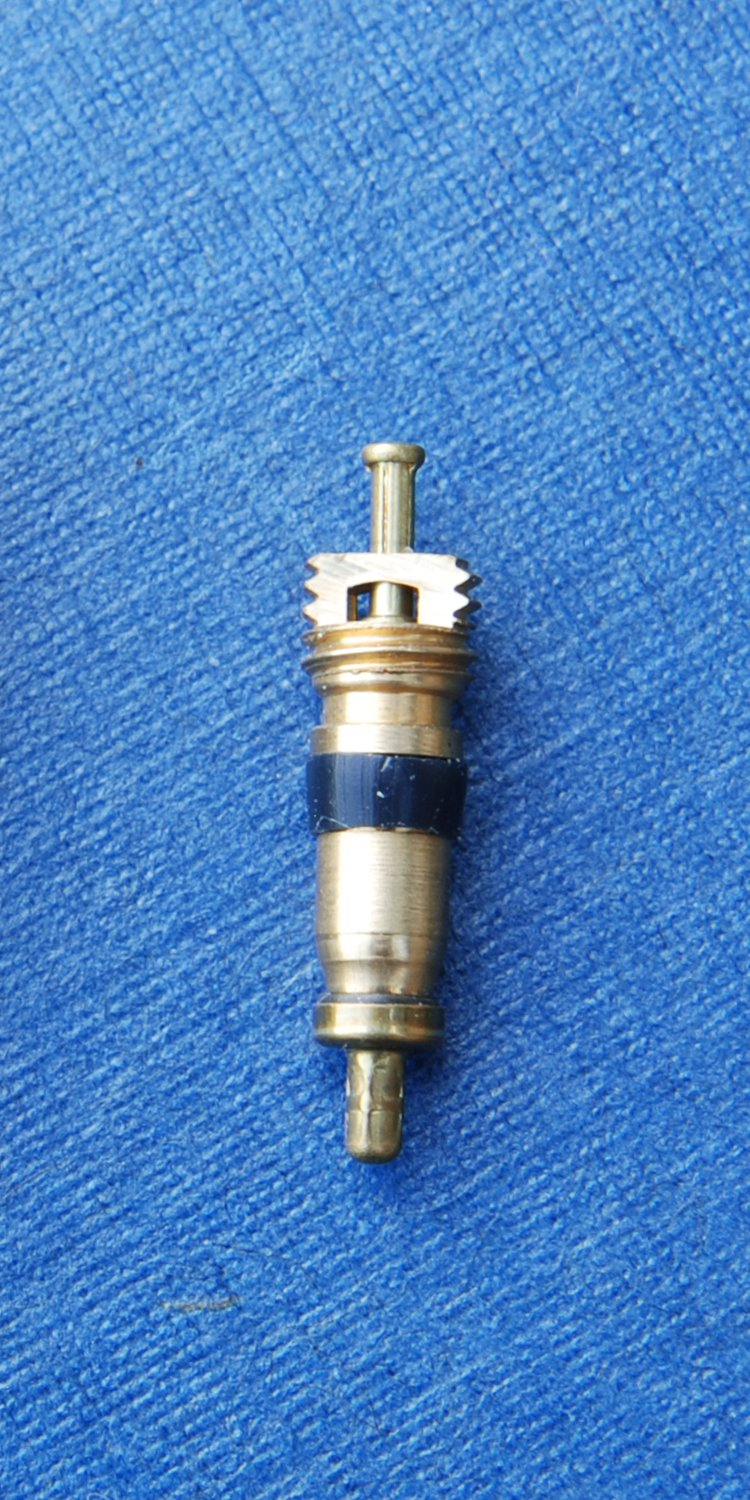
Autoventiel kort
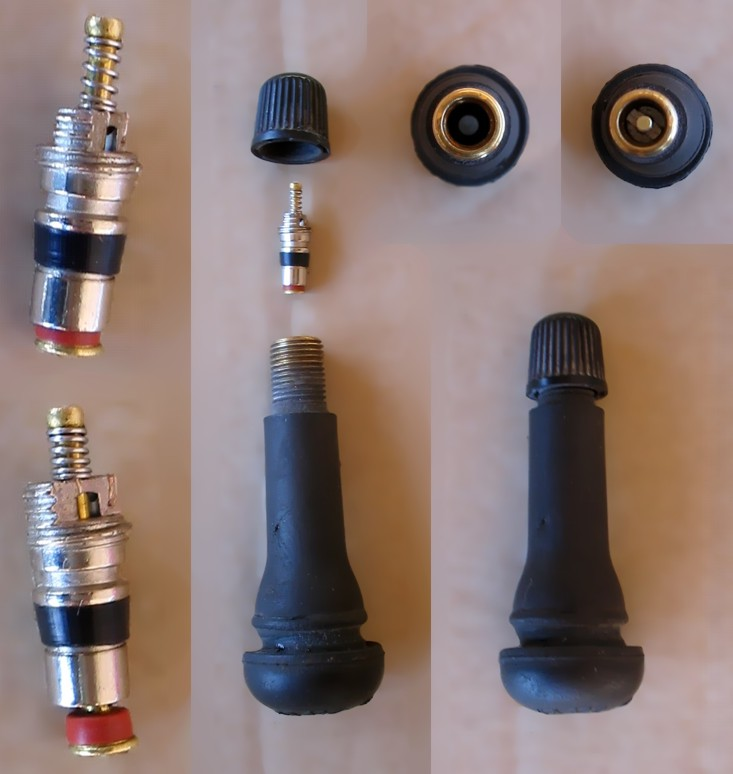
Schraderventiel
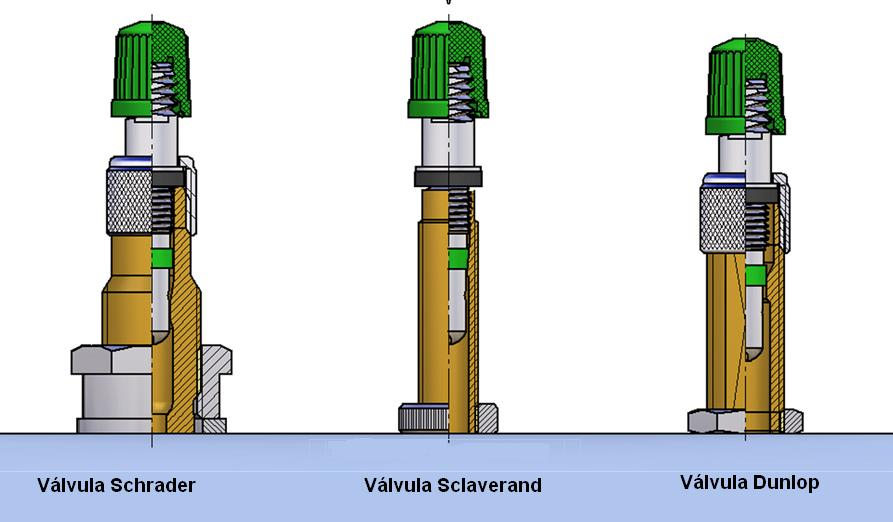
Universele ventielinzet van Firma Alligator